# Mathias Wecxsteen
Mathias Wecxsteen, né le 15 mars 1980, est un skieur acrobatique français. 

## Palmarès

### Championnats du monde de ski acrobatique
- Championnats du monde de ski acrobatique de 2005 à Ruka (Finlande) :
  -  Médaille d'or en half-pipe.

### Coupe du monde de ski acrobatique
- Meilleur classement général : 2e en 2004.
- 1 petit globe de cristal :
  - Vainqueur du classement half-pipe en 2004.
- 2 podiums dont 2.

### Championnats de France
Champion de France de halfpipe en 2005